# المرسى (ولاية الشلف)
المرسى إحدى بلديات ولاية الشلف عاصمة لـ دائرة المرسى. وفقا لتعداد العام 1998 كان يسكنها 9,726 نسمة.